# The Crystal Method
The Crystal Method ist ein Projekt des Produzenten und DJ Scott Kirkland. Das zweite Gründungsmitglied Ken Jordan hat das Projekt 2016 verlassen. Die Musik bewegt sich im Bereich von Big Beat bis Breaks und wird oft als US-amerikanische Antwort auf The Chemical Brothers oder The Prodigy bezeichnet.

## Bandgeschichte
Ken Jordan und Scott Kirkland gründeten 1993 The Crystal Method. Der Name bezieht sich angeblich auf die 'Transportmethode' von Jordan und Kirkland zu der Zeit. Da die Autos der beiden regelmäßig in Werkstätten standen, wurden sie oft von einer gemeinsamen Freundin (Crystal) herumgefahren. Ein Musiker im Studio nannte diese Art des Transports scherzhaft "The Crystal Method". Die Doppeldeutigkeit des Namens mit der Droge Crystal Meth war ihnen zu der Zeit wohl bewusst, denn das zweite Studioalbum wurde Tweekend genannt (engl. to tweek ist ein Ausdruck des Konsums von Crystal Meth). Der erste Release aus dem gemeinsam gegründeten Bomb Shelter Studio war Now Is The Time, der Folgerelease Keep Hope Alive sorgte dann binnen kürzester Zeit für Weltbekanntheit.
Im Jahr 2016 hat Ken Jordan das Projekt verlassen und betreibt mit seiner Frau eine Permakultur-Landwirtschaft in Costa Rica. Seitdem betreibt Scott Kirkland The Crystal Method als Soloprojekt weiter.

## Albengeschichte
Im Jahr 1997 veröffentlichte die Band ihr erstes Studioalbum Vegas und erreichte damit Platz 92 in den Billboard 200. Viele Lieder des Albums wurden für Film- (The Replacement Killers, Romeo Must Die, Zoolander, Nur noch 60 Sekunden, Spawn, Blade: Trinity, Driven, Stigmata etc.), Videospiel- (Need for Speed, Splinter Cell, FIFA Soccer etc.), Trailer- (The Matrix, Verrückt/Schön) oder Fernsehproduktionen (Third Watch – Einsatz am Limit, CSI: Den Tätern auf der Spur, Bones – Die Knochenjägerin etc.) verwendet.
Nach längerer Pause wurde 2002 das Album Tweekend veröffentlicht, dass Kollaborationen mit Scott Weiland von den Stone Temple Pilots, DJ Swamp von Beck, Fiona Apple und Tom Morello von Rage Against the Machine enthielt. Der Titel Name of the Game war bei den MTV Music Awards 2002 als Best Newcomer nominiert.
Das Album Legion of Boom wurde 2004 veröffentlicht und enthielt Features mit Rahzel von The Roots, Ex-Kyuss-Sänger John Garcia und Wes Borland von Limp Bizkit. Die Alben Divided by Night und The Crystal Method wurden 2009 bzw. 2014 veröffentlicht. Nach dem Ausstieg des Gründungsmitglieds Ken Jordan, war das erste Solo-Album von Scott Kirkland das Album The Trip Home (2018) gefolgt von The Trip Out (2022).

## Radioshow und DJing
Auf dem Radiosender Indie 103.1 hatten Scott und Ken bis 2008 eine Show, die ganz dem Big Beat gewidmet war und vor allem versuchte, aufstrebenden Künstlern eine Plattform zu bieten, die auch wahrgenommen wird. Dies spiegelte sich im 2004 veröffentlichten DJ-Mix-Album Community Service wider, das 2005 auch gleich einen Nachfolger fand und sich vor allem der britischen Big-Beat-Szene widmet.
Als DJs sind die Künstler von The Crystal Method weltweit begehrt und bei Shows meistens ausgebucht. Der von ihnen gespielte Sound wird vor allem für Clubbings, Fashion-Shows oder Produktpräsentationen (und folgende Aftershow-Partys) verwendet.

## Remixing
Im Vergleich zu anderen Künstlern des Genres hat The Crystal Method vergleichsweise wenig Remixe veröffentlicht. Bekannte Remixe sind Points of Authority von Linkin Park (dieses Lied auf der iTunes Deluxe-Version von Hybrid Theory erhältlich), Renegades of Funk von Rage Against the Machine und Boom von P.O.D.

## Diskografie

### Studioalben
| Jahr | Titel              | Höchstplatzierung, Gesamtwochen, AuszeichnungChartsChartplatzierungen (Jahr, Titel, Platzierungen, Wochen, Auszeichnungen, Anmerkungen) | Anmerkungen                                                                        |
| Jahr | Titel              | US | Anmerkungen                                                                        |
| ---- | ------------------ | --- | ---------------------------------------------------------------------------------- |
| 1997 | Vegas              | US92 Platin · (43 Wo.)US | Erstveröffentlichung: 26. August 1997                                              |
| 2001 | Tweekend           | US32 (10 Wo.)US | Erstveröffentlichung: 31. Juli 2001                                                |
| 2004 | Legion of Boom     | US36 (5 Wo.)US | Erstveröffentlichung: 13. Januar 2004                                              |
| 2009 | Divided by Night   | US38 (2 Wo.)US | Erstveröffentlichung: 12. Mai 2009                                                 |
| 2014 | The Crystal Method | US56 (1 Wo.)US | Erstveröffentlichung: 14. Januar 2014                                              |
| 2018 | The Trip Home      | — | Erstveröffentlichung: 28. September 2018. Das erste Solo-Album von Scott Kirkland. |
| 2022 | The Trip Out       | — | Erstveröffentlichung: 15. April 2022                                               |

### Remixalben / Mixalben
| Jahr | Titel                      | Höchstplatzierung, Gesamtwochen, AuszeichnungChartsChartplatzierungen (Jahr, Titel, Platzierungen, Wochen, Auszeichnungen, Anmerkungen) | Anmerkungen                          |
| Jahr | Titel                      | US | Anmerkungen                          |
| ---- | -------------------------- | --- | ------------------------------------ |
| 2002 | Community Service          | US160 (1 Wo.)US | Erstveröffentlichung: 23. Juli 2002. |
| 2005 | Community Service II       | — | Erstveröffentlichung: 5. April 2005. |
| 2006 | Drive: Nike + Original Run | — | Erstveröffentlichung: 28. Juni 2006. |

### Soundtracks
| Jahr | Titel                 | Höchstplatzierung, Gesamtwochen, AuszeichnungChartsChartplatzierungen (Jahr, Titel, Platzierungen, Wochen, Auszeichnungen, Anmerkungen) | Anmerkungen                           |
| Jahr | Titel                 | US | Anmerkungen                           |
| ---- | --------------------- | --- | ------------------------------------- |
| 1998 | N2O: Nitrous Oxide    | — | Erstveröffentlichung: 30. Juni 1998.  |
| 2006 | London                | — | Erstveröffentlichung: 5. April 2006.  |
| 2009 | X Games 3D: The Movie | — | Erstveröffentlichung: 21. August 2009 |

### Singles
| Jahr | Titel Album                              | Höchstplatzierung, Gesamtwochen, AuszeichnungChartsChartplatzierungen (Jahr, Titel, Album, Platzierungen, Wochen, Auszeichnungen, Anmerkungen) | Anmerkungen                                   |
| Jahr | Titel Album                              | UK | Anmerkungen                                   |
| ---- | ---------------------------------------- | --- | --------------------------------------------- |
| 1996 | Keep Hope Alive Vegas                    | UK71 (1 Wo.)UK | Erstveröffentlichung: Oktober 1996            |
| 1997 | Busy Child Vegas                         | UK81 (1 Wo.)UK | Erstveröffentlichung: August 1997             |
| 1997 | (Can’t You) Trip Like I Do Spawn (O.S.T) | UK39 (2 Wo.)UK | Erstveröffentlichung: Oktober 1997 mit Filter |
| 1998 | Comin’ Back Vegas                        | UK73 (2 Wo.)UK | Erstveröffentlichung: August 1998             |
| 2003 | Born Too Slow Legion Of Boom             | UK76 (1 Wo.)UK | Erstveröffentlichung: November 2003           |

### Songs in Computerspielen
- 1997: FIFA 98 – Busy Child, Keep Hope Alive, Now Is the Time
- 2002: Tom Clancy’s Splinter Cell – Name of the Game
- 2003: Need for Speed: Underground – Born Too Slow
- 2009: Need for Speed: Nitro – Sine Language (feat. LMFAO)
- 2009: Wipeout HD Fury – Acetone
- 2010: Blur – Smile
- 2013: League of Legends – Lucian (Champion Theme Song)
- 2015: League of Legends – DJ Sona (Ultimate Skin Song)